# Planificación de medios
La planificación de medios es la disciplina de la publicidad encargada de hacer llegar los mensajes publicitarios al mayor número de personas del público objetivo. Esto se hace por medio de la selección de los medios y soportes más adecuados para cada ocasión y buscando siempre el menor coste posible.
La planificación de medios es la puesta en marcha de diferentes estrategias y tácticas para difundir un mensaje publicitario a través de los medios de comunicación que tengamos disponibles con un presupuesto limitado. Estas estrategias conllevan un conocimiento absoluto del cliente, anunciante, sus productos, precios, estrategias de marketing y ventas, así como de sus competidores. Intentando anticiparnos a la competencia siempre a través de los medios.
Entendemos como Medios:
Convencionales: televisión, radio, cine, prensa, revistas, suplementos, exterior
Digitales: en línea (y todo lo que conlleva),redes sociales, buscadores, blogs, mobile, etc.
Especiales: acciones de street marketing, stands, buzoneo, azafatas, acciones ad hoc, etc.
Un planificador de medios tiene que formar parte del anunciante.
Un planificador observa constantemente lo que hace la competencia de su cliente, busca nuevas posibilidades para transmitir su mensaje, a veces inventa canales, se ilusiona con los resultados. 
Cuanta más información podamos conseguir de nuestro cliente, más útil y eficiente será nuestra tarea.
- Datos: Q1250104